# تستوراز
تستوراز (به چکی: Cetoraz) یک منطقهٔ مسکونی در جمهوری چک است که در ناحیه پلهریموو واقع شده‌است. تستوراز ۱۲٫۰۴ کیلومتر مربع مساحت و ۳۰۰ نفر جمعیت دارد و ۵۸۸ متر بالاتر از سطح دریا واقع شده‌است.